# Kronopolites swinhoei
Kronopolites swinhoei är en mångfotingart som först beskrevs av Pocock 1895.  Kronopolites swinhoei ingår i släktet Kronopolites och familjen orangeridubbelfotingar. Inga underarter finns listade i Catalogue of Life.